# MTel電信
MTel電信有限公司（葡萄牙語：Companhia de Telecomunicações de MTEL, Limitada，簡稱：MTel），是澳門第二間提供固網通訊服務的企業，於2011年10月10日成立。

## 歷史

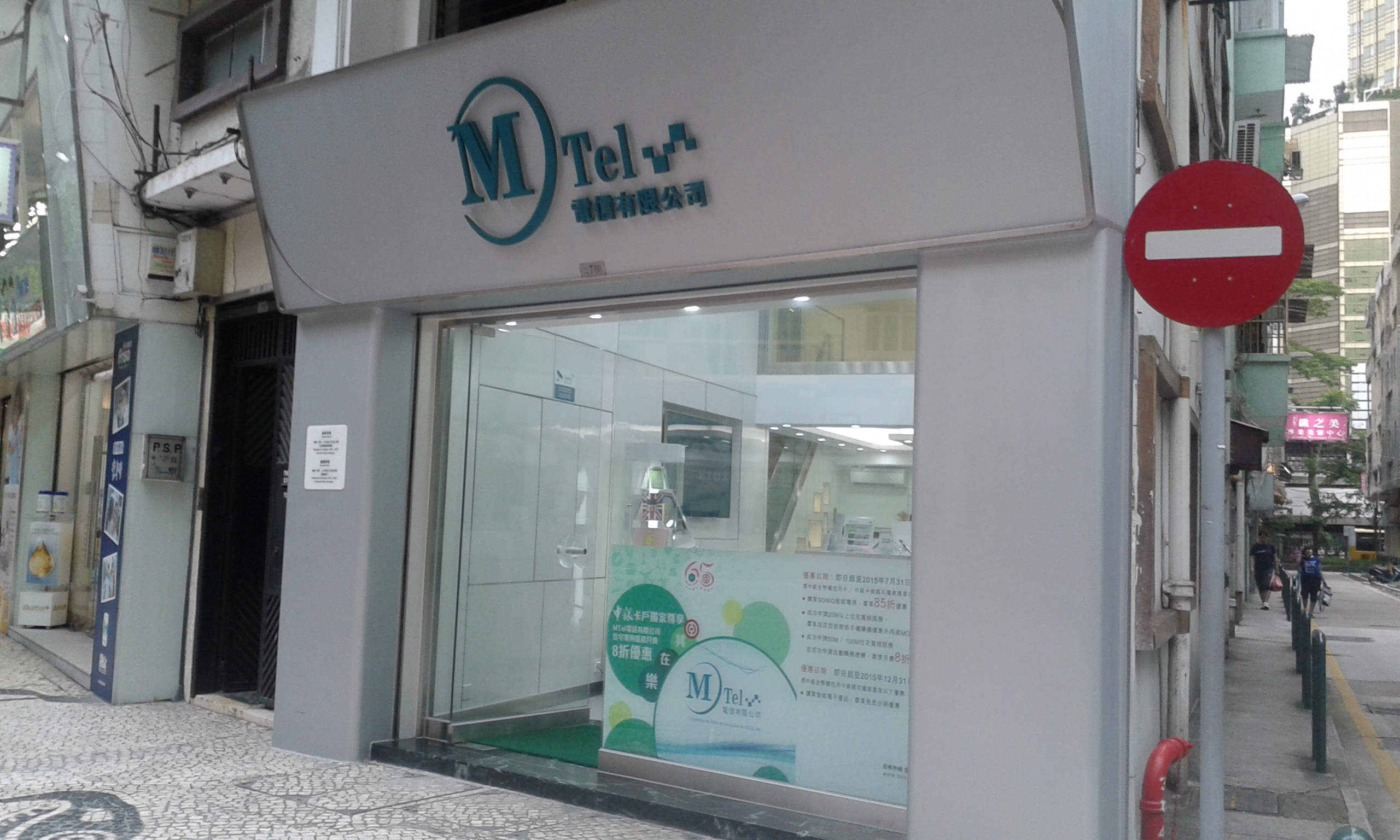
MTel南灣門市

2013年6月3日，MTel電信獲得固網牌照。按照規章及牌照的規定，MTel電信需於6月4日起計18個月內開始提供商業服務。開始營運時，其於澳門半島、氹仔及路環的網絡覆蓋率，須分別達至該區域住宅樓宇總數30%，隨後兩年內達70%，再隨後兩年內達99%，牌照有效期至2021年12月31日。
MTel電信之核心團隊服務澳門電信業數十年，深信「澳門人能做好澳門事」，有決心有能力為澳門特區設置和經營一個業務多元化、運營精巧化、安全可靠、綠色節能之全光纖網絡的新一代固定公共電信網絡。
「更好、更快、更安全」是MTel電信建網的使命，專業提供本地及國際租賃線路、數據專線、數據中心、國際關口局等多項電信服務；積極引進智能家居、人工智能、雲計算、大數據、金融科技等新技術、新應用，配合澳門特區打造世界旅遊休閒中心。
MTel便引进了F5G新一代光通讯服务IPv6＋城域網
推出100Gbps本地高速专线服务
徐德明指出，與新華三正式启动的城域网具有高带宽、低延迟、高可靠的特色。正式开通之后，澳门本地的产业将能够更简单、流畅地
升级到200Gbps、400Gbps本地高速专线服务。

## 外部連結
- MTel電信有限公司 （页面存档备份，存于）